# Amtsgericht Eutin

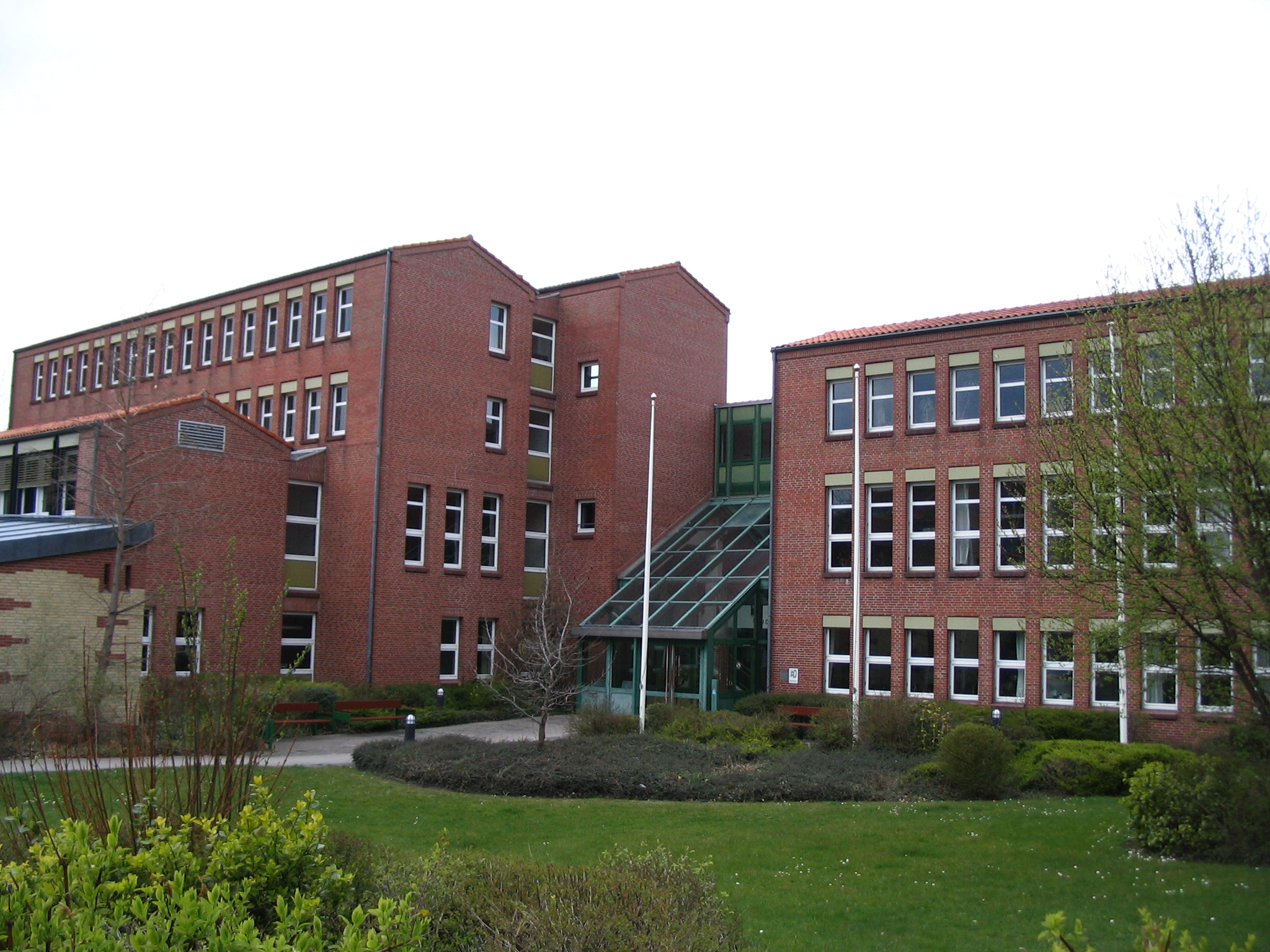
Das Gebäude des Amtsgerichts Eutin.

Das Amtsgericht Eutin ist ein Gericht der ordentlichen Gerichtsbarkeit. Es ist eines von sieben Amtsgerichten im Bezirk des Landgerichts Lübeck.

## Gerichtssitz und -bezirk

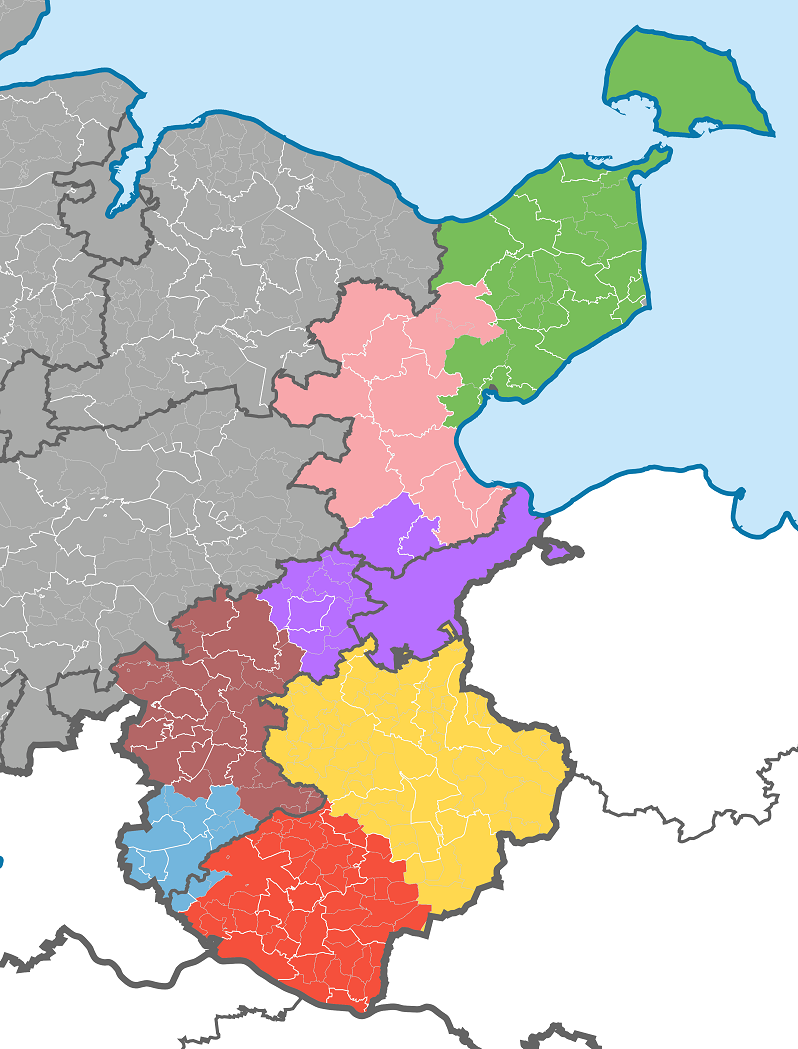
Gerichtsbezirke der dem LG Lübeck nachgeordneten Amtsgerichte
AG Oldenburg in Holstein
AG Eutin
AG Lübeck
AG Ahrensburg
AG Ratzeburg
AG Reinbek
AG Schwarzenbek

Das Gericht hat seinen Sitz in der Stadt Eutin.
Der Gerichtsbezirk umfasst das Gebiet der folgenden Städte und Gemeinden.
| - Ahrensbök, - Bosau, - Eutin, - Kasseedorf, - Malente, - Ratekau, - Scharbeutz, - Schönwalde am Bungsberg, - Süsel und - Timmendorfer Strand |

## Gerichtsgebäude
Das Gericht ist in der Straße Jungfernstieg 3 in 23701 Eutin untergebracht.

## Übergeordnete Gerichte
Dem Amtsgericht Eutin ist das Landgericht Lübeck übergeordnet. Zuständiges Oberlandesgericht ist das Schleswig-Holsteinische Oberlandesgericht in Schleswig.